# Aleksej Grigorjevič Čerbatov
Knez Aleksej Grigorjevič Čerbatov (rusko Алексе́й Григо́рьевич Щерба́тов), ruski general, * 23. februar 1776, † 15. december 1848, Moskva.
Bil je eden izmed pomembnejših generalov, ki so se borili med Napoleonovo invazijo na Rusijo; posledično je bil njegov portret dodan v Vojaško galerijo Zimskega dvorca.

## Življenje
10. aprila 1782 je vstopil v Semjonovski polk in 1. januarja 1792 je dosegel čin zastavnika ter bil dodeljen kadru polka. 5. aprila 1799 je bil povišan v polkovnika in 27. oktobra naslednje leto v generalmajorja ter bil hkrati imenovan za šefa Tenginskega mušketirskega polka. 
23. septembra 1804 je zaradi domačih razmer izstopil iz vojaške službe, a se je 4. septembra 1805 že vrnil in sicer kot šef Kostromskega mušketirskega polka. S polkom se je udeležil vojne četrte koalicije. 
V letih 1809-10 se je bojeval proti Turkom. Med patriotsko vojno je bil poveljnik 18. pehotne divizije; za izkazan pogum je bil 23. maja 1813 povišan v generalporočnika. 
V drugi polovici leta 1813 je postal poveljnik 6. pehotnega korpusa. Po vojni je ponovno postal poveljnik 18. pehotne divizije, nato pa se je 9. aprila 1816 vrnil na položaj poveljnika 6. pehotnega korpusa. 
30. avgusta 1816 je bil povišan v generaladjutanta in 12. decembra 1823 v generala pehote. 25. novembra 1824 pa je postal poveljnik 4. pehotnega korpusa in 16. septembra 1826 poveljnik 2. pehotnega korpusa. 
6. oktobra 1831 je postal šef Kostromskega pehotnega polka. 11. junija 1832 je bil imenovan za načelnika generalnega avditoriata. 2. aprila 1833 je bil ponovno imenovan za šefa Kostromskega pehotnega polka. Udeležil se je poljske kampanje leta 1831. Zaradi bolezni se je upokojil 13. decembra 1835.
24. aprila 1839 se je vrnil v vojaško službo in spet kot šef Kostromskega pehotnega polka. Istočasno pa je bil imenovan za državnega svetnika. 
14. aprila 1844 je bil imenovan za generalnega guvernerja Moskve. V času svojega guvernatorstva se je posvetil vprašanju otroškega dela in okolja (umestitev tovarn v mesto). Z guvernatorskega položaja je bil odstranjen 6. maja 1848.